# Björn Floderus
Björn Gustaf Oscar Floderus, född 14 februari 1867 i Uppsala domkyrkoförsamling, död 12 maj 1941 i Matteus församling, Stockholm, var en svensk läkare och botaniker. Han var son till Manfred Floderus.
Gift 1901 med Elma Lind, född 11 januari 1876 i Borås, död 28 juli 1948 i Oslo, dotter till apotekaren Hjalmar Magnus Lind och Maria Elisabeth Charlotta (Lotten) Wendbladh. Makarna Floderus är begravda på Uppsala gamla kyrkogård.

## Meriter och belöningar
Björn Floderus avlade mogenhetsexamen i Uppsala 1885 och blev med fil 1886. Han var amanuens vid farmakologiska institutionen vid Uppsala universitet 1888–1889 och avlade med kand 1889 samt med lic 1893. Han tjänstgjorde som amanuens vid Akademiska sjukhusets kirurgiska poliklinik 1893–1894 och vid dess kirurgiska klinik 1894–1895, samt som underkirurg vid sjukhuset 1895–1896. År 1897 erhöll han Hwasserska resestipendiet och utnämndes till docent i kirurgi i Uppsala. Samma år disputerade han disp pro gradu med gradualavhandlingen om prostatahypertrofiens behandling och blev medicine doktor 1898.
Mellan 1897 och 1899 var han docent i kirurgi vid Uppsala universitet. År 1899 tillträdde han som överkirurg vid Kronprinsessan Lovisas vårdanstalt för sjuka barn i Stockholm. Han var överläkare på vårdanstaltens kirurgiska avdelning samt föreståndare för dess kirurgiska poliklinik 1899–1932 (tillförordnad 1899). Samtidigt var han docent i kirurgi vid Karolinska institutet 1899–1917 och biträdande lärare i kirurgi där under samma period. År 1915 företog han krigskirurgiska studier i Österrike-Ungern.
Floderus verkade också som praktiserande läkare i Stockholm från 1899 och var undersökningsläkare för öron-, näs- och halssjukdomar vid Stockholms folkskolor 1901–1905. Han var även föreståndare för Serafimerlasarettets kirurgiska poliklinik 1902–1906.
År 1921 valdes han in som korresponderande ledamot av Societas pro Fauna et Flora fennica, och 1925 tilldelades han Riddartecknet av Nordstjärneorden (RNO). Som ett erkännande av hans botaniska insatser har växten Salix heterostemon Flod. uppkallats efter honom.
Förutom sin medicinska karriär var Floderus en passionerad botaniker och betraktades som en av sin tids främsta salix-kännare. Han företog flera omfattande studieresor för att fördjupa sina kunskaper, bland annat till arktiska områden.

## Publikationer
- Salices från Jämtlands fjälltrakter (1886)
- 29 Fam. Salicaceee (1931)
- Salicacex fennoscandicas (1931)
- A strange species of Salix from Alaska (1935)
- Some new Himalayan willows (1935)
- New Siberian willows (1936)
- Two Linnean species of Salix and their allies (1939)
- Some new Salix species and hybrids (1940)
- Salix rotundifolia Trautv. and Salix nummularia Anderss. (1941)
- Salix helvetica Villars and its sub-species and hybrids (postum 1943)
- Salix crataegifolia Bertoloni (postum 1944)
- Salix Starkeana Willdenow
- The Continental Salix glauca species
- A strange Scottish form of Salix lapponum L.

## Salixarter namngivna av Björn Floderus
- Salix adenophylloides Flod. 1935
- Salix aliena Flod. 1935
- Salix anadyrensis Flod. 1933
- Salix arctogena Flod. 1909
- Salix bhutanensis Flod. 1940
- Salix bhutanensis var. lasiopes Flod. (Z.Wang & P.Y.Fu) N.Chao1985
- Salix bhutanensis var. yadongensis Flod.(N.Chao) N.Chao 1985
- Salix bicolor Ehrh. ex Willd. subsp. rhaetica Flod. 1939
- Salix brevijulis Turcz. & Flod. 1940
- Salix breviserrata Flod. 1940
- Salix breviserrata Flod. subsp. fontqueri T.E.Díaz, Fern.Prieto & H.Nava 1988
- Salix breviserrata Flod. subsp. picoeuropaeana (M.Laínz) Rech.f. 1987
- Salix chloroclados Flod. 1923
- Salix chlorophylla var. monica (Bebb ex S.Watson) Flod. 1939
- Salix chlorophylla var. nelsonii (C.R.Ball) Flod. 1939
- Salix cinerascens (Wahlenb.) Flod. nom. illeg.
- Salix coaetanea Flod. 1930
- Salix divaricata Pall. & Flod. 1940
- Salix dolichostachya Flod. 1935
- Salix ehlei Flod. 1936
- Salix enanderi Flod. 1936
- Salix glandulifera Flod. 1928
- Salix glauca var. stenolepis (Flod.) Polunin 1940
- Salix glaucosericea Flod. 1943
- Salix hastata L. subsp. subintegrifolia (Flod.) Flod. 1931
- Salix hastata L. var. subintegrifolia Flod. 1926
- Salix hegetschweileri Heer & Flod. 1940
- Salix heterostemon Flod. 1944
  - Numera anses endast vara synonym till accepterade namnet Salix resectoides Hand.-Mazz. [2]
- Salix himalayensis Flod. 1935
- Salix himalayensis Flod. var. filistyla (Z.Wang & P.Y.Fu) C.F.Fang 1983
- Salix hultenii Flod. 1926
- Salix jenisseensis (F.Schmidt) Flod. 1936
- Salix lenensis Flod. 1936
- Salix longipetiolata Flod. 1926
- Salix muscina Dode ex Flod. 1933
- Salix myrsinifolia Salisb. subsp. borealis (Flod.) A.K.Skvortsov 1968
- Salix myrsinites L. & Flod. 1940
- Salix myrsinites L. subsp. breviserrata (Flod.) A.E.Murray 1983
- Salix myrsinites L. var. breviserrata (Flod.) A.E.Murray 1983
- Salix nigricans Sm. subsp. borealis (Fr.) Flod. 1931
- Salix parallelinervis Flod. 1926
- Salix pennata C.R.Ball & Flod. 1940
- Salix pentandra L. var. pseudopentandra (Flod.) Kitag. 1979
- Salix phylicifolia L. & Flod. 1940
- Salix phylicifolia L. subsp. raetica (Flod.) A.K.Skvortsov 1968
- Salix polaris subsp. pseudopolaris (Flod.) Hultén 1943
- Salix pseudopentandra Flod. 1926
- Salix pseudopolaris Flod. 1926
- Salix pseudopolaris Flod. 1926
- Salix psiloides Flod. 1926
- Salix rectispica Nakai ex Flod. 1940
- Salix stenolepis Flod. ex Polunin
- Salix stenolepis Flod. ex Polunin 1940
- Salix stipulifera Flod. ex Hayren 1929
- Salix stomatophora Flod. 1935
- Salix submyrsinites Flod. 1940
- Salix taimyrensis Trautv. & Flod. 1940
- Salix xerophila Flod. 1930
- Salix xerophila Flod. var. fuscescens (Nakai) W.Lee 1996
- Salix xerophila Flod. f. glabra (Nakai) Kitag. 1979
- Salix xerophila Flod. var. ilectica (Y.L.Chou) Y.L.Chou 1986
- Salix xerophila Flod. f. manshurica (Siuzew) Kitag. 1979

Auktorsnamnet Flod. kan användas för Björn Floderus i samband med ett vetenskapligt namn inom botaniken; se Wikipediaartiklar som länkar till auktorsnamnet.